# 喬治·丹特斯

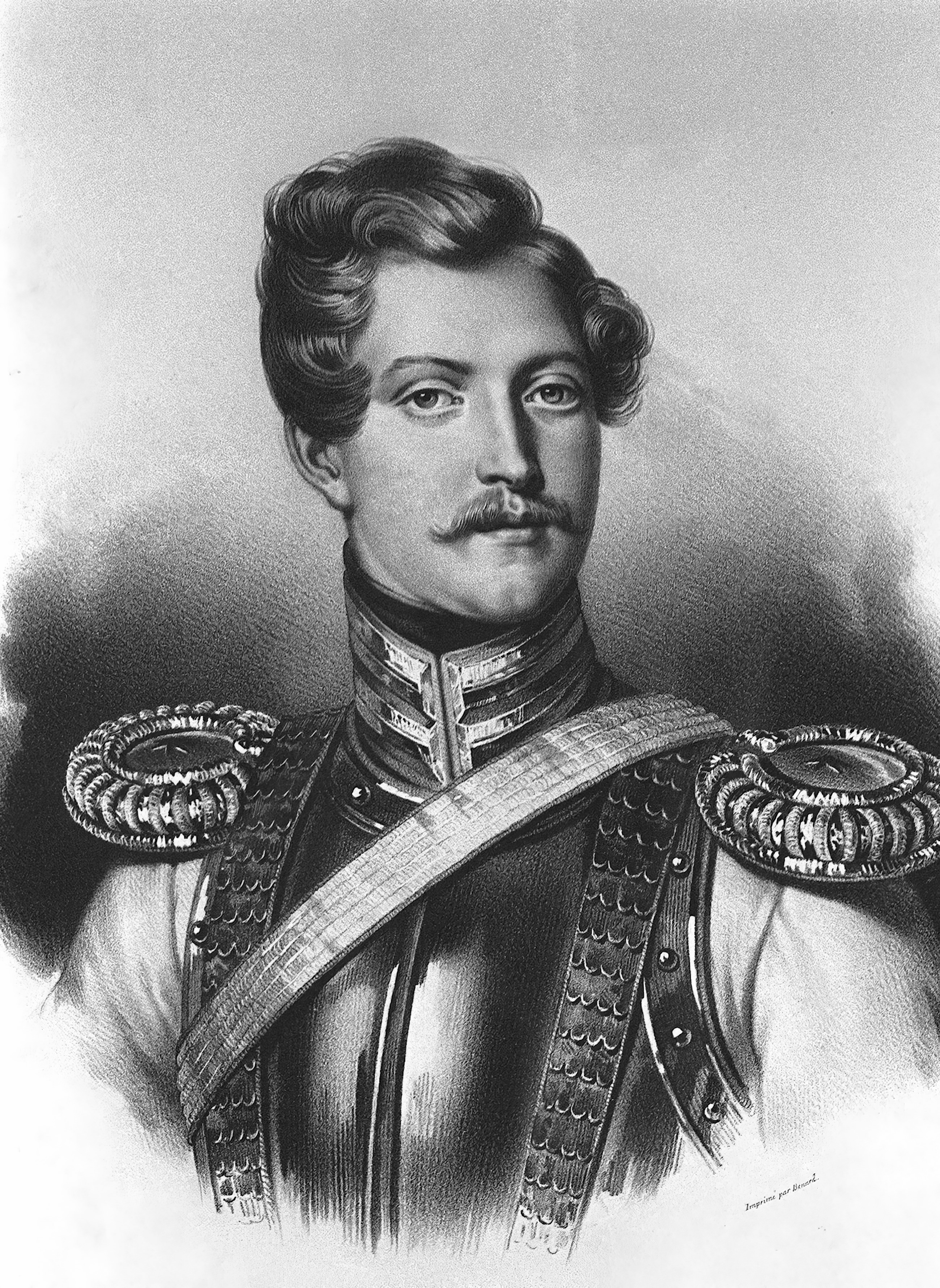

乔治-夏尔·德·埃克倫·丹特斯（法語：Georges-Charles de Heecheren d'Anthès，1812年2月5日—1895年11月2日）是一名在俄羅斯帝國服役的法國騎兵軍官和政治家。1812年2月5日，喬治·丹特斯在法國上萊茵省科爾馬出生。喬治·丹特斯是君主主義者，也是天主教會信徒。1830年代，他進入俄羅斯近衛騎兵連隊服役，並成為荷蘭外交官雅各布·范海克倫·托特·恩赫伊曾的養子。1837年1月10日，他與葉卡捷琳娜·尼古拉耶芙娜·貢恰羅娃（納塔利婭·普希金的姐姐）結婚。
喬治·丹特斯最著名的事蹟是在1837年的一場決鬥中，殺害其姐夫、俄羅斯詩人亞歷山大·普希金。在決鬥結束過後，喬治·丹特斯被剝奪軍階，並被驅離俄羅斯。隨後丹特斯投入政壇，擔任法蘭西第二帝國國民立法議會議員。1895年11月2日，喬治·丹特斯在德意志帝國亞爾薩斯-洛林逝世。

## 外部連結
- Biography: Baron Georges Charles d'Anthès de Heeckeren （页面存档备份，存于）